# Louis Marischal
Louis Marischal (* 10. Februar 1928 in Antwerpen; † 10. März 1999 in Lapalud) war ein belgischer Komponist.

## Leben
Marischal absolvierte seine musikalischen Studien an den Konservatorien von Antwerpen und Brüssel. Seine Diploma schloss er alle mit hohen Auszeichnungen ab. Er fungierte mehrmals als Gastdirigent beim Orchester der BBC in London, beim Orchester des Belgischen Rundfunks und beim Orchester des Bayerischen Rundfunks.
Kompositorisch orientiert er sich an keine der bekannten Schulen und modischen Strömungen. Sein Werk ist vielseitig und reicht von sinfonischer Musik über Filmmusik bis hin zur Kammermusik.

## Werke

### Werke für Orchester
- Concerto pour flûte, harpe et orchestre
- Concerto pour harpe Harpe et Orchestre
- Concerto für Violine und Orchester aus der Fernsehserie Le Sixième Sens
- Trois Refléxions Symphonique
- Feest in Vlaanderen
- Douze Emotions Sonores
- Concerto pour violon selon des motifs de George Gershwin
- L'Histoire de Jean Sans Peur (Poème Symphonique-Ballet)

### Werke für Blasorchester
- 1986 Quatre visages de l'Ouest für Blasorchester
- Black bunny für Brass-Band
- Colonel Henry für Brass-Band
- De boerinnekes dans für Blasorchester
- Grand Ecran für Blasorchester
  1. Ouverture
  2. Sicilienne
  3. La Danse des Gnômes Verts
  4. Hommage à Clara Schumann et Robert Schumann
  5. Marche Cosmique
- Les Aventures au bout du monde de "Jules Verne", Evocation Musicales pour grand orchestre d'harmonie
  1. Le Nautilus du Capitaine Nemo
  2. Michel Strogoff - Ses Aventures et ses Amours
  3. L'Isle Mystérieuse

  -     - Au Centre de la terre
    - Le Voyage à la lune
    - Phileas Fogg
    - Passepartout
    - Aouda
- Ouverture vers la joie opus 60 für Blasorchester
- Quatre Visages de l'Ouest opus 18
  1. Le Dimanche des Fermiers
  2. Etranger dans la Ville
  3. Square Dance
  4. La Chevauchée Diabolique

### Kammermusik
- 1989 Petite Caprice pour harpe
- Introduction et mascarade für Trompete in C und Klavier
- Musique Stéréophonique pour Quatorze Instruments à vent et percussions
- Les Filles De Mon Village
- 4 Esquisses für 5 Harfen
- Concerto pour Clarinette et Big-Band
- Harpophonie en Quatre für 3 Harfen
- Mouvement brillant für Fagott und Klavier
- Petite musique champêtre für Kammer-Ensemble
- Pour le plaisir für Saxophon-Quartett
- Sonate Romantique für Flöte und Harfe
- Sonate Op. 52 für Viola und Klavier
- Suite Romantique für Klarinetten-Chor
- 3 poèmes de Louis Parrot für Sänger(in) und Klavier
- 140 petits exercices et études tirès de la Méthode populaire für 1 oder 2 Piccolo-Flöten